# Табаковка
Табаковка — село Земетчинского района Пензенской области России, входит в состав Раевского сельсовета.

## География
Село расположено на берегу реки Раевка в 6 км на юг от центра сельсовета села Раево и в 21 км к юго-западу от райцентра посёлка Земетчино. 

## История
С середины XIX — в начале XX века село в составе Богоявленской волости Моршанского уезда Тамбовской губернии, 130 дворов, часовня, мельница. Перед отменой крепостного права с. Богоявленское, д. Табаковка и д. Нарышкина составляли имение графа Воронцова-Дашкова. В 1880-е гг. часть земель показана за графом Илларионом Ивановичем Воронцовым-Дашковым. В 1881 г. у крестьян на 133 двора имелось 1065 десятин надельной земли, 308 дес. брали в аренду, насчитывалось 337 рабочих лошадей, 134 коровы, 1006 овец, 208 свиней, в 10-ти дворах занимались пчеловодством (75 ульев), 8 садов (162 дерева). В 1913 г. в селе земская школа, в полуверсте – винокуренный и крахмальный заводы графа Воронцова-Дашкова.
С 1928 года село входило в состав Богоявленского сельсовета Земетчинского района Тамбовского округа Центрально-Чернозёмной области (с 1939 года — в составе Пензенской области). В 1934 г. – 143 хозяйства, колхоз «13-й Октябрь». В 1955 г. – село Богоявленского сельсовета, центральная усадьба колхоза имени Буденного. В 1980-е годы – село в составе Раевского сельсовета.
На 1 января 2004 года на территории села действовало 82 хозяйства, 117 жителей.

## Население
| 1862 | 1877 | 1881 | 1897  | 1913  | 1926  | 1936  |
| ---- | ---- | ---- | ----- | ----- | ----- | ----- |
| 730  | ↗811 | ↗955 | ↗1110 | ↗1160 | ↗1207 | ↗1553 |
| 1959 | 1979 | 1989 | 1996  | 2002  | 2010  |       |
| ↘971 | ↘515 | ↘290 | ↘246  | ↘164  | ↘78   |       |